# Battaglioni di difesa territoriale (Ucraina)
I battaglioni di difesa territoriale (in ucraino Батальйо́ни територіа́льної оборо́ни?, Batal'jony terytorial'noï oborony) erano unità militari formate da volontari sotto il controllo del Ministero della difesa ucraino fra il 2014 e il 2015. Da non confondersi con la Polizia per operazioni speciali, creata insieme ai battaglioni di difesa territoriale ma alle dipendenze del Ministero degli affari interni. I battaglioni vennero costituiti durante le prime fasi della guerra del Donbass, allo scopo di combattere le forze armate separatiste delle Repubbliche Popolari di Doneck e di Lugansk. In totale vennero formati 32 battaglioni. Nell'autunno del 2014 queste unità vennero riorganizzate come battaglioni di fanteria motorizzata in seno alle Forze armate ucraine.

## Storia
Nel marzo del 2014 il primo ministro ad interim Oleksandr Turčynov emise un'ordinanza per la creazione di sette battaglioni di difesa territoriale, da porre sotto il controllo del Ministero della difesa. La mobilitazione avvenne in tre fasi: 17 marzo, 6 maggio e infine 22 luglio, con la costituzione progressiva di un sempre maggior numero di unità.

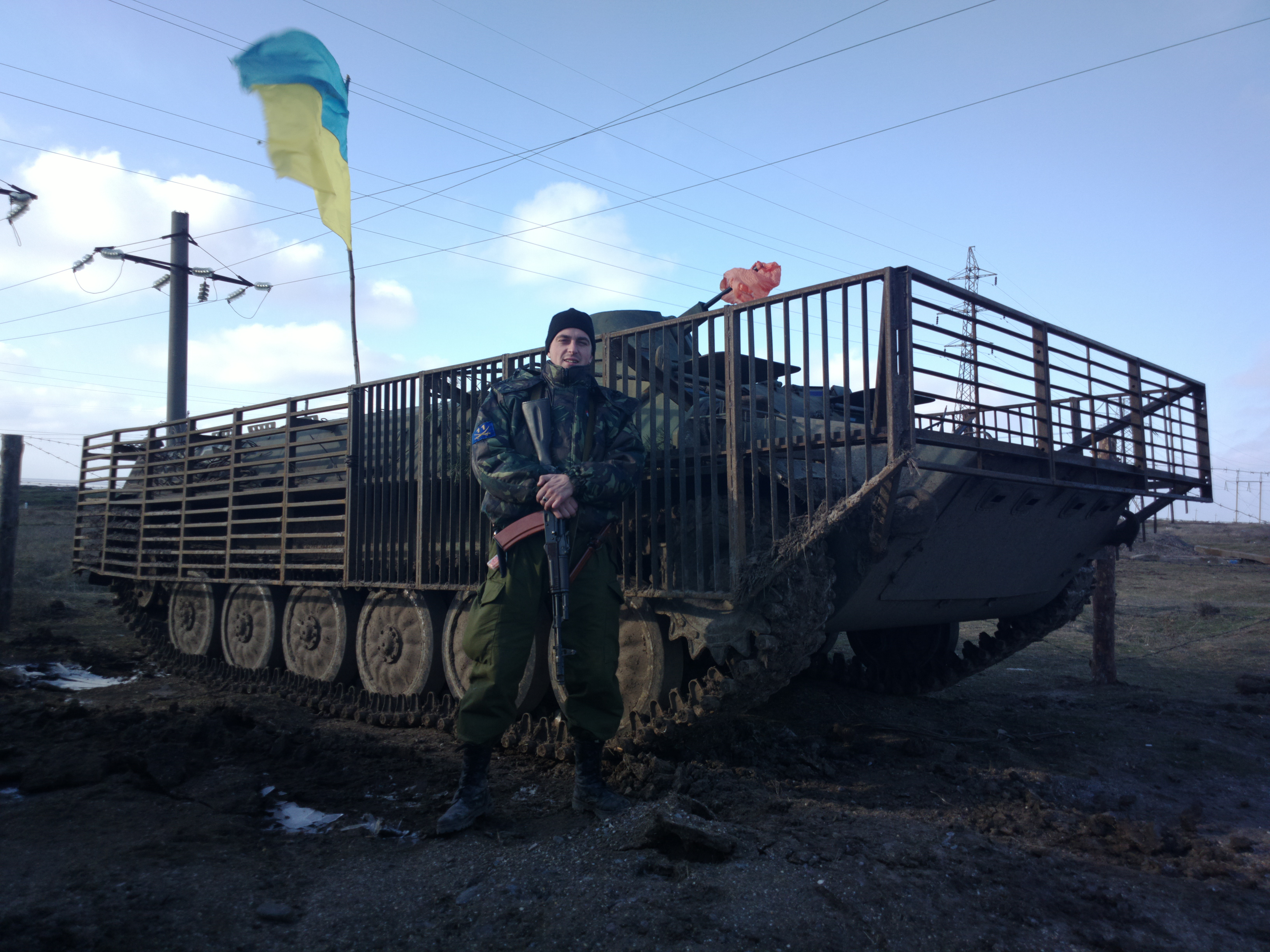
Soldato dell'11º Battaglione davanti a un MT-LB, 2014

Durante le fasi iniziali della guerra nell'Ucraina orientale, le forze armate e di polizia ucraine si rivelarono in gran parte inefficaci, spesso cedendo attrezzature o venendo sopraffatte nelle città da grandi folle di civili. Gli insorti filorussi occuparono rapidamente vaste aree di territorio. L'Ucraina perse anche il controllo del confine russo-ucraino, e questo permise un grande afflusso di uomini ed equipaggiamento militare dalla Russia.
Entro agosto 2014 oltre 5600 volontari da tutta l'Ucraina si erano uniti ai battaglioni di difesa territoriale, numero che raggiungerà i 7000 a settembre dello stesso anno. Alle successive elezioni parlamentari, numerosi membri di queste unità militari vennero eletti al Parlamento ucraino.
Il 10 novembre 2014 Stepan Poltorak, ministro della difesa, ordinò la riorganizzazione dei battaglioni di difesa territoriale in battaglioni di fanteria motorizzata, che vennero integrati delle attuali brigate delle Forze terrestri ucraine. In seguito vennero istituite delle nuove unità di difesa territoriale, formate quasi interamente da riservisti, che all'inizio del 2022 vennero formalmente unite sotto il comando delle Forze di difesa territoriale.

## Lista dei battaglioni
- 1º Battaglione di difesa territoriale "Volinia" (Oblast' di Volinia,  riorganizzato nel 1º Battaglione fanteria motorizzata della 14ª Brigata meccanizzata)
- 2º Battaglione di difesa territoriale "Horyn" (Oblast' di Rivne,  riorganizzato nel 2º Battaglione fanteria motorizzata della 30ª Brigata meccanizzata)
- 3º Battaglione di difesa territoriale "Volontà" (Oblast' di Leopoli, riorganizzato nel 3º Battaglione fanteria motorizzata della 24ª Brigata meccanizzata)
- 4º Battaglione di difesa territoriale "Transcarpazia" (Oblast' della Transcarpazia, riorganizzato nel 4º Battaglione da montagna della 128ª Brigata d'assalto da montagna)
- 5º Battaglione di difesa territoriale "Ciscarpazia" (Oblast' di Ivano-Frankivs'k, sciolto nel gennaio 2015)[12]
- 6º Battaglione di difesa territoriale "Zbruč" (Oblast' di Ternopil', riorganizzato nel 6º Battaglione di protezione della 44ª Brigata artiglieria)
- 7º Battaglione di difesa territoriale "Chmel'nyc'kyj" (Oblast' di Chmel'nyc'kyj, riorganizzato nel 7º Battaglione di protezione della 19ª Brigata missili)
- 8º Battaglione di difesa territoriale "Podolia" (Oblast' di Černivci, riorganizzato nell'8º Battaglione da montagna della 10ª Brigata d'assalto da montagna)
- 9º Battaglione di difesa territoriale "Vinnycja" (Oblast' di Vinnycja,  riorganizzato nel 9º Battaglione fanteria motorizzata della 59ª Brigata motorizzata)
- 10º Battaglione di difesa territoriale "Polesia" (Oblast' di Žytomyr, riorganizzato nel 10º Battaglione fanteria motorizzata della 59ª Brigata motorizzata)
- 11º Battaglione di difesa territoriale "Rus' di Kiev" (Oblast' di Kiev, riorganizzato nell'11º Battaglione fanteria motorizzata della 59ª Brigata motorizzata)
- 12º Battaglione di difesa territoriale "Kiev" (Città di Kiev, riorganizzato nel 12º Battaglione fanteria motorizzata della 72ª Brigata meccanizzata)
- 13º Battaglione di difesa territoriale "Černihiv-1" (Oblast' di Černihiv, riorganizzato nel 13º Battaglione fanteria motorizzata della 58ª Brigata motorizzata)
- 14º Battaglione di difesa territoriale "Čerkasy" (Oblast' di Čerkasy, riorganizzato nel 14º Battaglione di protezione della 26ª Brigata artiglieria)
- 15º Battaglione di difesa territoriale "Sumy" (Oblast' di Sumy, riorganizzato nel 15º Battaglione fanteria motorizzata della 58ª Brigata motorizzata)
- 16º Battaglione di difesa territoriale "Poltava" (Oblast' di Poltava, riorganizzato nel 16º Battaglione fanteria motorizzata della 58ª Brigata motorizzata)
- 17º Battaglione di difesa territoriale "Kirovohrad" (Oblast' di Kirovohrad, riorganizzato nel 17º Battaglione fanteria motorizzata della 57ª Brigata motorizzata)
- 18º Battaglione di difesa territoriale "Odessa" (Oblast' di Odessa, riorganizzato nel 18º Battaglione di marina della 35ª Brigata fanteria di marina)
- 19º Battaglione di difesa territoriale (Oblast' di Mykolaïv, riorganizzato nel 19º Battaglione di protezione della 40ª Brigata artiglieria)
- 20º Battaglione di difesa territoriale "Dnipropetrovs'k" (Oblast' di Dnipropetrovs'k, riorganizzato nel 20º Battaglione fanteria motorizzata della 93ª Brigata meccanizzata)
- 21º Battaglione di difesa territoriale "Sarmatia" (Oblast' di Cherson, riorganizzato nel 21º Battaglione fanteria motorizzata della 56ª Brigata motorizzata)
- 22º Battaglione di difesa territoriale "Charkiv" (Oblast' di Charkiv, riorganizzato nel 22º Battaglione fanteria motorizzata della 92ª Brigata d'assalto)
- 23º Battaglione di difesa territoriale "Chortycja" (Oblast' di Zaporižžja, riorganizzato nel 23º Battaglione fanteria motorizzata della 56ª Brigata motorizzata)
- 24º Battaglione di difesa territoriale "Ajdar" (Oblast' di Luhans'k, riorganizzato nel 24º Battaglione d'assalto della 10ª Brigata d'assalto da montagna, in seguito trasferito alla 53ª Brigata meccanizzata e nel 2023 alla 5ª Brigata d'assalto)
- 25º Battaglione di difesa territoriale "Rus' di Kiev" (Oblast' di Kiev, riorganizzato nel 25º Battaglione fanteria motorizzata della 54ª Brigata meccanizzata)
- 34º Battaglione di difesa territoriale "Bat'kivščyna" (Oblast' di Kirovohrad, riorganizzato nel 34º Battaglione fanteria motorizzata della 57ª Brigata motorizzata)
- 37º Battaglione di difesa territoriale "Zaporižžja" (Oblast' di Zaporižžja, riorganizzato nel 37º Battaglione fanteria motorizzata della 56ª Brigata motorizzata)
- 39º Battaglione di difesa territoriale "Dnipro-2" (Oblast' di Dnipropetrovs'k, riorganizzato nel 39º Battaglione di protezione della 55ª Brigata artiglieria)
- 40º Battaglione di difesa territoriale "Kryvbas" (Oblast' di Dnipropetrovs'k, riorganizzato nel 40º Battaglione fanteria motorizzata e assegnato alla 17ª Brigata corazzata, sciolto nell'aprile 2015)
- 41º Battaglione di difesa territoriale "Černihiv-2" (Oblast' di Černihiv, riorganizzato nel 41º Battaglione di protezione della 27ª Brigata artiglieria lanciarazzi)
- 42º Battaglione di difesa territoriale "Resistenza" (Oblast' di Kirovohrad, riorganizzato nel 42º Battaglione fanteria motorizzata della 57ª Brigata motorizzata)
- 43º Battaglione di difesa territoriale "Patriota" (Oblast' di Dnipropetrovs'k, riorganizzato nel 43º Battaglione fanteria motorizzata della 53ª Brigata meccanizzata)
- 44º Battaglione di difesa territoriale (Oblast' di Charkiv, soltanto programmato ma mai costituito)

In seguito alla trasformazione di questi battaglioni in unità di fanteria motorizzata, sono stati costituiti altri battaglioni proseguendo la numerazione progressiva:
- 45º Battaglione fanteria motorizzata (nato come 5º Battaglione di guardia dell'aeronautica nel 2014, riorganizzato nel 2016 nel 45º Battaglione di protezione della 43ª Brigata artiglieria)
- 46º Battaglione d'assalto "Donbass" (creato a partire dai membri del Battaglione Donbass della Guardia Nazionale che desideravano entrare a far parte delle Forze terrestri, subordinato alla 54ª Brigata meccanizzata e sciolto nel dicembre 2022)[13]
- 47º Battaglione fucilieri (formato da volontari ucraini nell'aprile 2022, espanso fino a diventare un reggimento il 28 giugno e trasformato nella 47ª Brigata meccanizzata il 16 novembre)[14]
- 48º Battaglione fucilieri (costituito nel maggio 2022 nei ranghi della 72ª Brigata meccanizzata)
- 49º Battaglione fanteria motorizzata "Siĉ Carpatico" (ricostituito nel febbraio 2022 a partire dall'omonima compagnia nata nel 2014 e subordinato alla 93ª Brigata meccanizzata)